# Alcmeone (Megacle)
Alcmeone (in greco antico: Ἀλκμαίων?, Alkmáiōn; VII secolo a.C. – dopo il 590 a.C.) è stato un militare ateniese.

## Biografia
Figlio dell'arconte Megacle, Alcmeone fu comandante dell'esercito di Atene durante la Prima guerra sacra (595 a.C. circa).
Secondo Erodoto, Alcmeone aiutò i Lidi che si erano recati presso l'oracolo di Delfi per conto del re Creso; questi, per ricambiare, lo invitò a Sardi e gli disse che avrebbe potuto prendere tutto l'oro che avrebbe potuto portare via in una sola volta sulla sua persona: Alcmeone allora prese con sé quanta più polvere d'oro poté, infilandone anche nelle calzature, tra i capelli e in bocca, al punto da provocare le risa del re. Questo racconto è stato messo in dubbio dagli storici per ragioni cronologiche, poiché al tempo di Alcmeone il re dei Lidi era Aliatte II (dal 610 al 560 a.C. circa). La storia potrebbe semplicemente essere un tentativo per spiegare la ricchezza accumulata dagli Alcmeonidi grazie a rapporti diretti con il re lidio o grazie ai commerci con la Lidia e potrebbe essere stata originata da un pagamento molto abbondante del re o da qualche donativo particolare.
Sempre secondo Erodoto, Alcomeone usò le ricchezze donategli dal re per allevare cavalli da quadriga e grazie ad essi riportò una vittoria ai Giochi olimpici: essa avvenne nel 592 a.C. e fu la prima vittoria di un ateniese in questa gara ai giochi. Ad essa seguirono altre sette vittorie da parte degli Alcmeonidi ai Giochi pitici e istmici.
Ebbe almeno due figli, Megacle e Alcmeonide, ma non è escluso che ne ebbe anche altri.